# Damian Mol
Damian Mol (St. Willebrord, 26 mei 1998) is een Nederlands professioneel darter die uitkomt voor de Professional Darts Corporation.

## Carrière
Mol wist in 2020 de PDC Development Tour 6 in Barnsley te winnen. In datzelfde jaar nam hij ook deel aan het PDC World Youth Championship. 
In januari 2022 wist hij een Tourcard te veroveren op de PDC Q-School. Hij nam deel aan de UK Open waar hij in de eerste ronde Josh Rock met 5-6 wist te verslaan en in de tweede ronde John Brown met 3-6, in de derde ronde verloor hij met 6-3 van Steve West.
Mol tekende in februari 2023 een contract bij dartsfabrikant One80. In 2023 deed Mol mee aan de UK Open waar hij opnieuw de derde ronde wist te bereiken, deze verloor hij uiteindelijk met 6-3 van Keane Barry. In maart 2023 plaatste Mol zich voor het eerst voor een PDC Euro Tour, de Belgian Darts Open 2023, waar hij in de tweede ronde verloor van Damon Heta.
In februari 2024 won de darter het koppeltoernooi van het Dutch Open met Brian Raman.

## Resultaten op Wereldkampioenschappen

### PDC World Youth Championship
- 2020: Groepsfase (gewonnen van Joshua Lloyd met 5-0, verloren van Kevin Troppmann met 1-5)
- 2022: Laatste 16 (verloren van Keane Barry met 6-4)[13]